# Bisencya invulnerata
Bisencya invulnerata är en skalbaggsart som beskrevs av Waterhouse 1882. Bisencya invulnerata ingår i släktet Bisencya och familjen Melolonthidae. Inga underarter finns listade.